# إيميديو غراسا
إيميديو غراسا (بالبرتغالية: Emídio Graça‏) هو لاعب كرة قدم برتغالي في مركز الوسط، ولد في 17 مايو 1931 في البرتغال، وتوفي في 1992. شارك مع منتخب البرتغال لكرة القدم. أما مع النوادي، فقد لعب مع فيتوريا سيتوبال.

## وصلات خارجية
- إيميديو غراسا على موقع ناشيونال فوتبول تيمز (الإنجليزية)
- إيميديو غراسا على موقع عالم كرة القدم.نت (الإنجليزية)